# 마르크 타위터르트

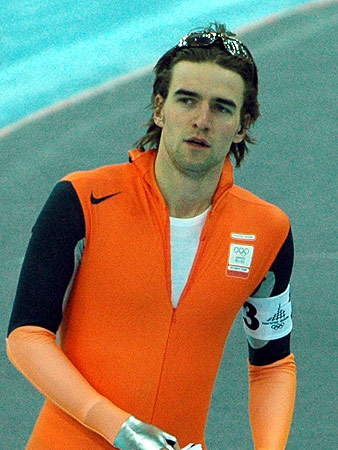
2006년 동계 올림픽 당시

마르크 타위터르트(네덜란드어: Mark Tuitert, 1980년 4월 4일~)는 네덜란드의 스피드 스케이팅 선수이다.
1500m가 주종목이다. 2006년 동계 올림픽에서는 단체 추발에 참가, 동메달을 획득했으며, 2010년 동계 올림픽 1500m에서 금메달을 얻었다.